# Дельфіна Де-ла-Крус-Заньярту
Дельфіна де-ла-Крус Заньярту (24 лютого 1837 Консепсьйон, Чилі — 8 травня 1905 Консепсьйон, Чилі) — чилійська піаністка і перша леді Чилі. Вона була єдиною дитиною генерала Хосе Марії де-ла-Крус та його дружини Йозефи Заньяру і онукою чилійського революціонера Луїса де-ла-Круса.

## Перша леді Чилі
Де-ла-Крус заручилася з Анібалом Пінто після того, як він повернувся з тривалої поїздки по Європі. Весілля відбулося 24 листопада 1855 року в Консепсьйоні. Шлюб мав політичний підтекст; Батько Пінто, Франциско Антоніо Пінто, колишній президент Чилі, вважав, що шлюб допоможе налагодити стосунки між містами Консепсьйон і Сантьяго. Конкуренція між містами виникла внаслідок чилійської революції 1851 року, під час якої в Консепсьйоні відбулися повстання проти центрального уряду, що базувався в Сантьяго. Шлюб створив сімейний зв'язок між батьком нареченої Хосе Марією де-ла-Круз, та батьком нареченого Мануелем Булнесом, які воювали один проти одного в битві при Лонкоміллі.
Пінто був обраний президентом Чилі в 1876 році, і де-ла-Крус супроводжувала його на всіх урядових церемоніях, навіть перевіряючи війська в його роті під час Тихоокеанської війни.
Де-ла-Крус була пов'язана шлюбом з двома іншими першими леді Чилі: Енрікетою Пінто, сестрою Пінто та дружиною Мануеля Булнеса, та Луїзою Гармендією, дружиною Франциско Антоніо Пінто.

## Музична композиція
Де-ла-Крус була досвідченою піаністкою і композиторкою. Під псевдонімом Дельфіна Перес де-ла-Крус опублікувала 12 робіт, перевершених за обсягом лише Ісідорою Зегерс. Її робота отримала високу оцінку у місцевій пресі у Вальпараїсо та Сантьяго, де вона іноді виступала з бенефісними концертами. Кілька її творів також отримали міжнародне визнання, зокрема «Зірка ночі» (ісп. La estrella de la tarde), польку для фортепіано, яку грала у Парижі, а також Армандо-гондольєр (ісп. Armando el gondolero), вальс для фортепіано, який пізніше був презентований у Німеччині. Вона також є першою чилійською жінкою, яка зайнялася композицією хорової музики, на той час сферою, де домінували чоловіки.